# Civilisation zapotèque
La civilisation zapotèque était une civilisation amérindienne précolombienne de structure matriarcale qui s'est épanouie dans la vallée de Oaxaca au sud de la Mésoamérique. Des preuves archéologiques montrent que cette culture remonte au moins à 2 500 ans. Elle a laissé des vestiges archéologiques dans la ville antique de Monte Albán sous forme de bâtiments, de jeux de balle, de tombeaux et d'œuvres d’art, notamment des bijoux en or finement travaillés. Monte Albán a été l'une des premières grandes villes d'Amérique centrale et le centre d'un État zapotèque qui a dominé une grande partie de ce qui est devenu l'état mexicain actuel de Oaxaca.

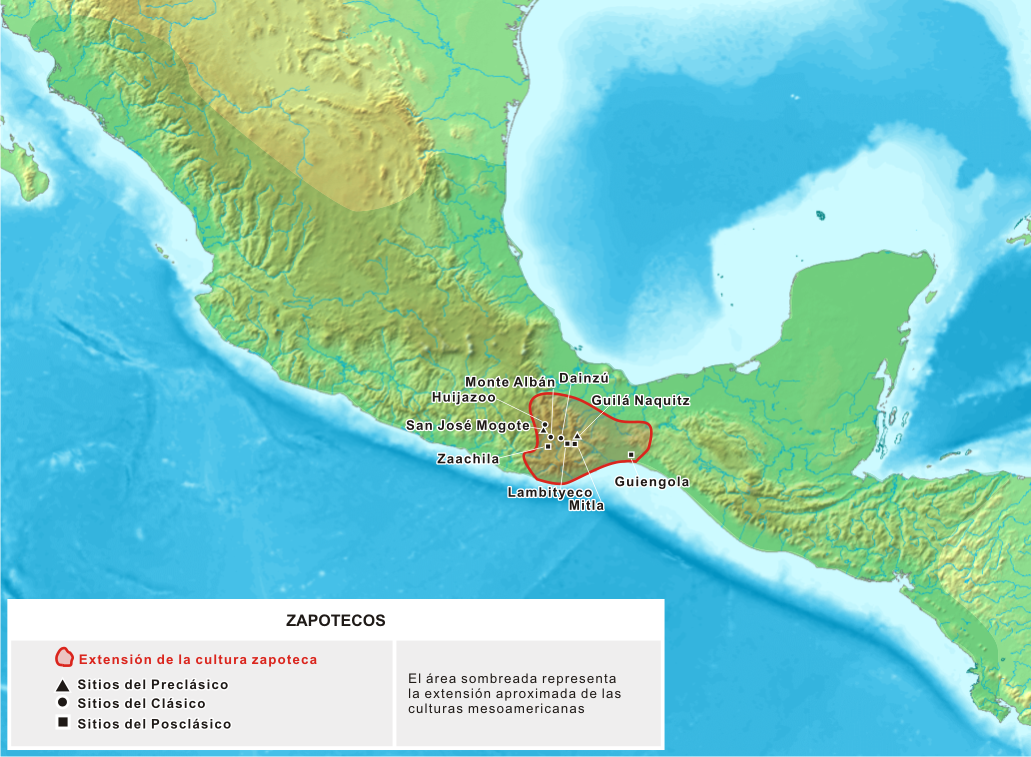
Extension géographique de la civilisation zapotèque.

## Histoire
Les connaissances concernant les origines du peuple zapotèque sont vagues. Jusqu'à l'invasion espagnole, au XVIe siècle, ils constituèrent le groupe le plus important de la vallée de Oaxaca. À l'époque de la conquête espagnole, la population des Zapotèques aurait été de trois cent mille à un million d’habitants. On estime qu'ils ont fondé de nombreux aspects de la culture méso-américaine en inventant la cité-État, le calcul en base 20, les rébus et un système de calendrier, toutes innovations qui furent parfois attribuées aux Olmèques.
| Phase           | Période                        |
| --------------- | ------------------------------ |
| Monte Albán I   | 500 à 200 av. J.-C.            |
| Monte Albán II  | 200 av. J.-C. à 250 apr. J.-C. |
| Monte Albán III | 250 à 700 apr. J.-C.           |
| Monte Albán IV  | 700 à 1000 apr. J.-C.          |
| Monte Albán V   | 1000 à 1500 apr. J.-C.         |

Les archéologues distinguent plusieurs phases dans la civilisation zapotèque à partir de l'occupation de leur centre historique de Monte Albán.
- Période I : de 500 av. J.-C. à 200 av. J.-C. La population de Monte Albán atteint environ dix mille habitants avec des travaux de terrassement significatifs. L'accroissement serait consécutif à la domination des villages de la vallée de Oaxaca.
- Période II : de 200 av. J.-C. à 250 apr. J.-C. Les travaux de terrassement s'intensifient, ce qui indiquerait des ressources plus importantes. C'est à cette période que les céramiques caractéristiques de cette culture apparaissent, avec une influence des Mayas. Le culte des morts se développe avec des sépultures complexes.
- Période III : de 250 apr. J.-C. à 700 apr. J.-C. L'âge d'or de la civilisation zapotèque donne lieu à la construction des monuments encore présents sur le site actuel. La dynastie des Zaachila établit pourtant sa capitale à Téozpotlan alors que la société devient théocratique. Le dieu de la pluie, Pitao, est révéré sous quatre formes différentes. La cité de Mitla est fondée pendant cette période.
- Période IV : de 700 apr. J.-C. à 1000 apr. J.-C. Selon une hypothèse, le site de Monte Albán semble être progressivement abandonné en raison de la rareté du bois et de l'épuisement des terres.
- Période V : de 1000 apr. J.-C. à 1500 apr. J.-C. Les tombes du site servent de cimetière aux Mixtèques de haut rang quand ils s'installent dans la vallée. En effet, poussés vers le sud par les Toltèques et les Chichimèques, ils entrent en conflit avec les Zapotèques. Ils conquièrent également Mitla. En 1280, un mariage royal entre les deux peuples aux cultures proches scelle une alliance contre les Aztèques. Leur descendant, Cocijo-Pij, meurt en 1563. En tant que dernier roi zapotèque, il fut témoin de la conquête espagnole.

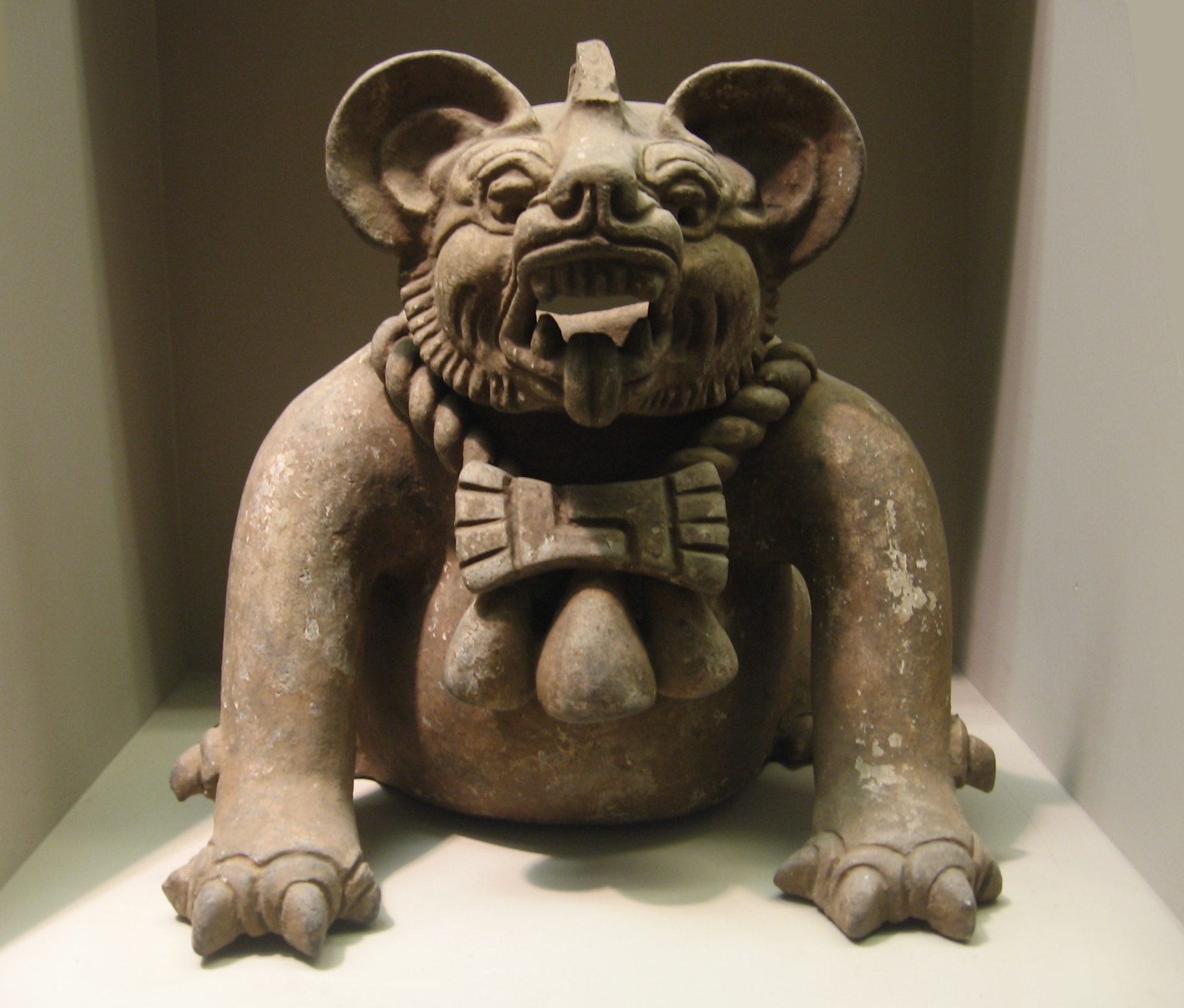
Urne funéraire en forme de « dieu chauve-souris » ou de jaguar, provenant de Oaxaca et datée de 300 à 650 de notre ère. Taille : 23 cm.

La civilisation zapotèque trouve ses origines dans la vallée de Oaxaca à une date estimée de manière très imprécise à 1500 av. J.-C. Les trois ramifications de la vallée étaient partagées entre trois groupes de population de tailles différentes, séparés par les 80 km2 de « no-man's land » de la vallée centrale. Les traces archéologiques de l'époque, telles que des temples incendiés et des captifs sacrifiés, suggèrent que les trois groupes sociaux étaient, en quelque sorte, en concurrence. À la fin de la phase de Rosario (700-500 av. J.-C.), la colonie la plus importante de la vallée de San José Mogote et d'autres habitats proches d’un bras de la vallée d’Etla ont perdu la plus grande partie de leur population. À la même période, une nouvelle grande colonie émerge dans le « no-man's land » de la vallée centrale de Oaxaca, dont le site, construit au sommet d'une montagne qui domine les trois bras de la vallée, était celui de Monte Albán. Les similitudes entre la poterie de San José Mogote et celle des débuts de Monte Albán indiquent que les populations qui ont peuplé Monte Albán étaient celles qui avaient quitté San José Mogote. Les archéologues Joyce Marcus et Kent V. Flannery affirment que ce processus est similaire au processus du synœcisme de la Grèce antique, qui correspond au regroupement dans une ville centrale de petites populations dispersées dans une région, souvent pour répondre à une menace extérieure. Même s'il n'existe aucune preuve directe d'une telle menace extérieure dans les premières phases de l’histoire de Monte Albán, les murs et les fortifications construits autour du site pendant la période archéologique de Monte Albán II (200 av. J.-C. - 250 apr. J.-C.) suggèrent que la construction de la ville pourrait avoir été une réponse à une menace militaire.
L'état zapotèque formé à Monte Albán commence son expansion à la fin de la première période de Monte Albán (500-200 av. J.-C.) et au cours de la deuxième période de Monte Albán (200 av. J.-C. - 250 apr. J.-C.). Les rois zapotèques commencent à prendre le contrôle des provinces situées en dehors de la vallée de Oaxaca. Ils auraient pu y parvenir au cours de la première période de Monte Albán (aux environs de 200 av. J.-C.) et de la deuxième période de Monte Albán (200 av. J.-C. - 250 apr. J.-C.) car aucune des provinces avoisinantes n’aurait pu rivaliser avec la vallée de Oaxaca à la fois politiquement et militairement. En 200 de notre ère, les Zapotèques élargissent leur influence à toute la région, s’étendant de Quiotepec au nord à Ocelotepec et Chiltepec au sud. Monte Albán est devenue la plus grande ville des hautes terres du sud du Mexique et le reste jusqu'aux environs de 700 apr. J.-C..

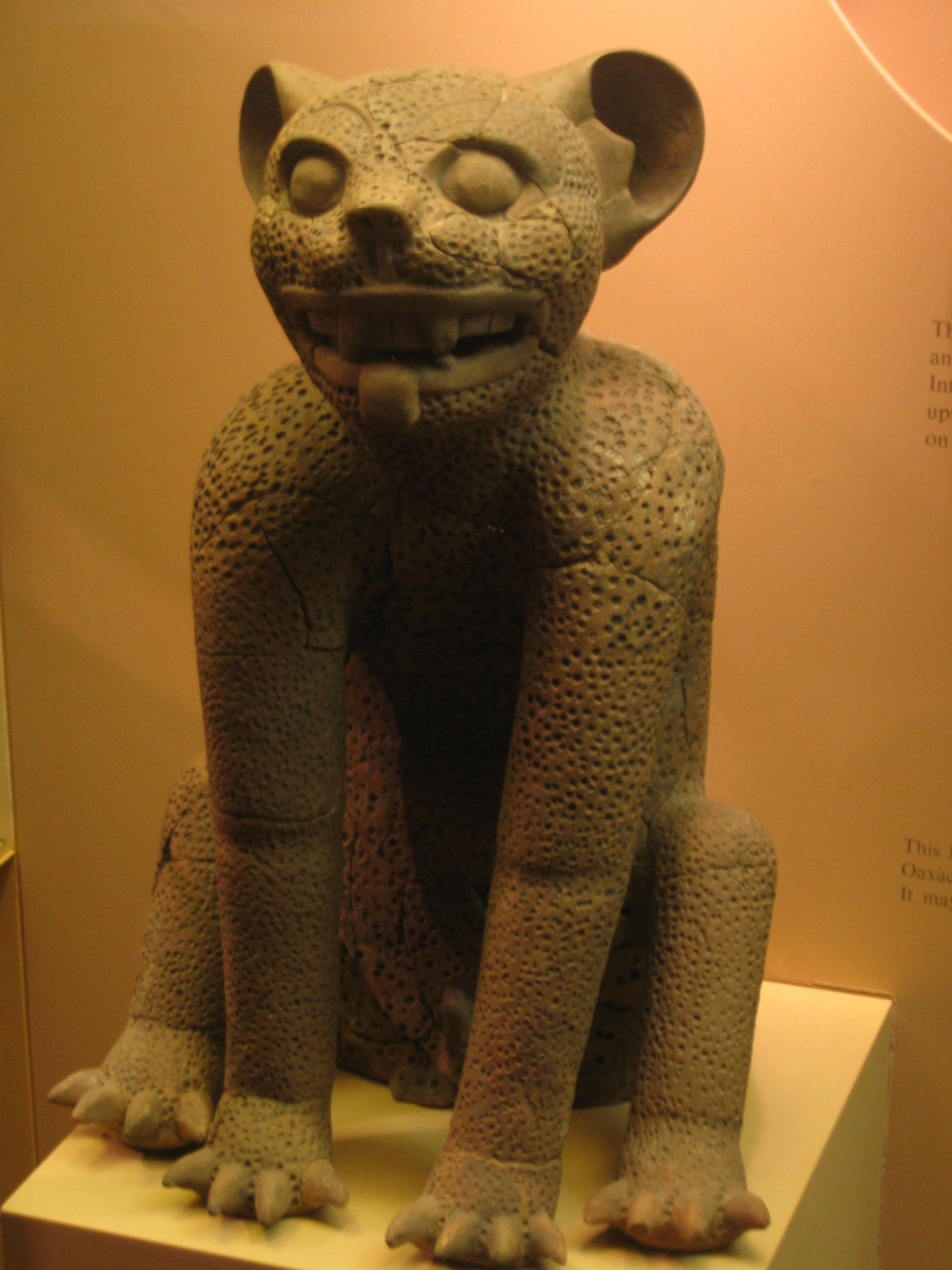
Jaguar assis, culture zapotèque, American Museum of Natural History (New York).

L'expansion de l'empire zapotèque atteint son apogée pendant la deuxième période de Monte Albán. Les Zapotèques conquièrent des territoires ou installent des colonies au-delà de la vallée de Oaxaca. Cette expansion se traduit de plusieurs manières, la plus importante étant le brusque changement des céramiques découvertes dans les régions situées en dehors de la vallée. Ces régions avaient déjà leur propre style qui a été soudainement remplacé par des poteries de style zapotèque, indiquant qu'elles faisaient alors partie de l'empire zapotèque.
L'archéologue Alfonso Caso, qui fut l'un des premiers à faire des fouilles à Monte Albán, a fait valoir qu'un bâtiment de la place principale de Monte Albán était une preuve supplémentaire de l'expansion spectaculaire de l'État zapotèque. Le bâtiment, qui est aujourd'hui dénommé bâtiment J, a la forme d'une pointe de flèche et présente plus de 40 pierres sculptées porteuses d'une écriture hiéroglyphique. Les inscriptions des pierres ont été interprétées par les archéologues comme correspondant à des noms de lieux de provinces qui ont été revendiquées par les Zapotèques de Monte Albán. En plus des noms de lieu, chaque groupe de glyphes représente également une tête avec une coiffure élaborée gravée sur les dalles. Cette figure est supposée représenter les gouverneurs des provinces qui sont passées sous la domination des Zapotèques. Les pierres qui montrent une tête renversée sont censées représenter des territoires pris par la force et celles où les têtes ne figurent pas à l'envers correspondent à des provinces qui n'auraient pas résisté à la colonisation et dont le gouverneur aurait eu la vie sauve. Pour cette raison, le bâtiment J est aussi appelé « la dalle de la conquête ».
À propos de la spectaculaire expansion ultérieure de l'État de Monte Albán à l’extérieur de Oaxaca, Marcus et Flannery écrivent : « Une grande disparité dans les populations entre le noyau d'un État et sa périphérie ne conduit pas nécessairement le premier à coloniser la seconde. De petites entités politiques, voyant que toute résistance serait vaine, peuvent accepter de se soumettre si on leur offre une occasion de sauver la face. Des entités politiques plus grandes qui ne veulent pas perdre leur autonomie doivent être vaincues militairement. Au cours de l'expansion de la deuxième période de Monte Albán, nous pensons que l'acquisition de nouveaux territoires s'est réalisée à la fois par la colonisation et par la conquête. »

## Étymologie

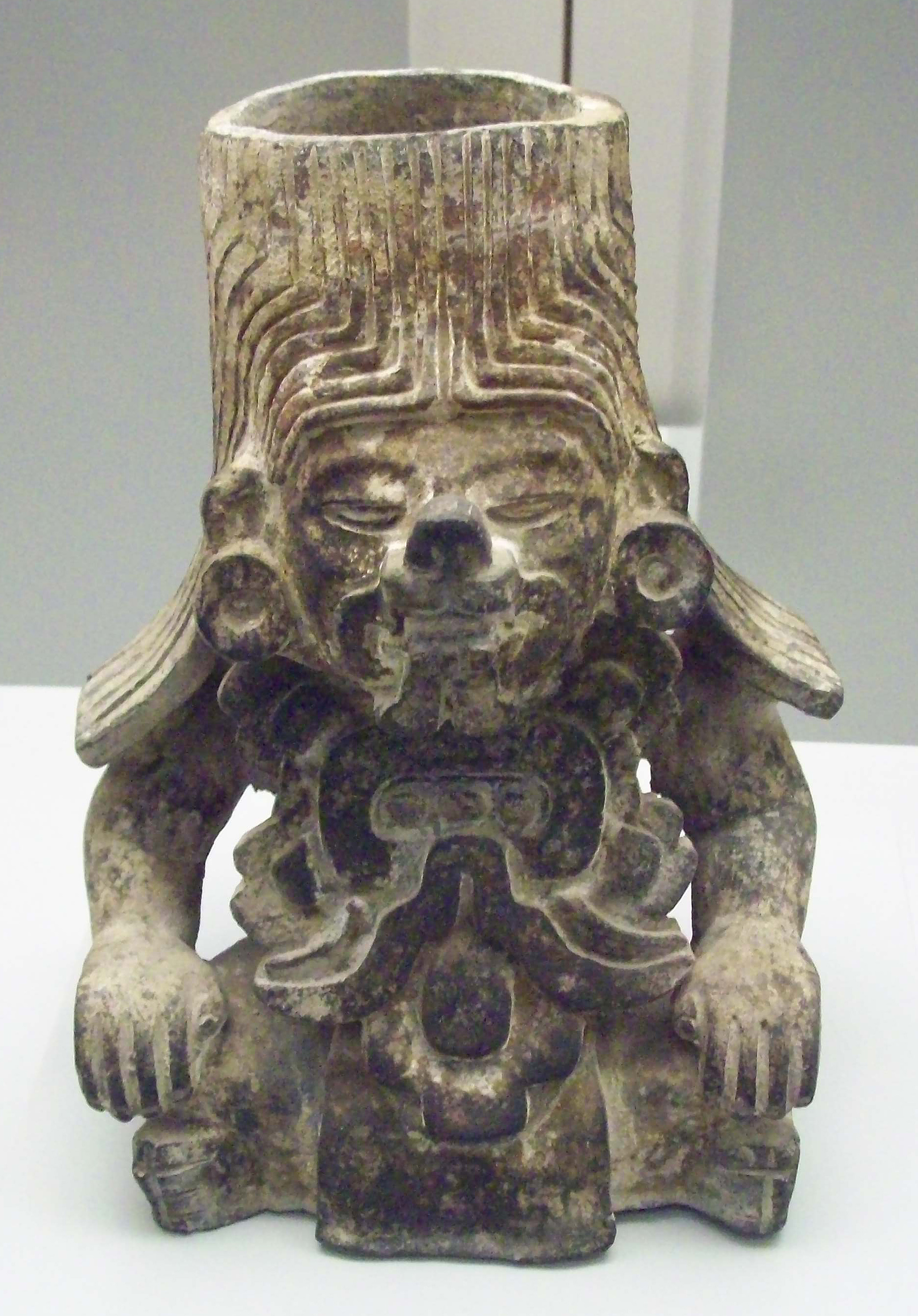
Vase zapotèque (Musée de l'Amérique, Madrid).

Le nom zapotèque, qui leur aurait été donné par les Aztèques, est un exonyme provenant de tzapotēcah en langue nahuatl (singulier tzapotēcatl), qui signifie « habitants de la place de la sapote » (les Zapotèques pensaient que leurs ancêtres étaient issus d'un arbre appelé zapote). Les Zapotèques se désignent eux-mêmes par une variante du terme « Be'ena'a », Ben-Zoa ou Vinizza, qui signifie peuple des nuages. La référence aux nuages les rapproche des Mixtèques (Mixtecatl peut se traduire par homme-nuage).

## Langue
Les Zapotèques parlaient neuf langues différentes. Les langues zapotèques appartiennent à la famille linguistique des langues oto-mangues, une ancienne famille de langues méso-américaines. Vers 1500 av. J.-C., les langues oto-mangues ont commencé à évoluer. Les langues mangues se sont probablement séparées d'abord, puis les langues oto-pames, et la divergence des langues mixtèques et des langues zapotèques est survenue plus tard. Le groupe zapotèque comprend les langues zapotèques et les langues étroitement liées, les langues chatinos. Les langues zapotèques sont parlées dans la partie sud-ouest de l'État de Oaxaca.
Le zapotèque est une langue à tons, ce qui signifie que le sens d'un mot est souvent déterminé par la hauteur de la voix. Ces tonalités sont essentielles pour comprendre le sens de mots différents. Le terme technique est tonèmes. La langue zapotèque possède plusieurs systèmes de tonèmes. Dans certains d’entre eux, il existe quatre tons : haut, bas, montant et descendant ; dans d'autres, il y en a trois : bas, montant et descendant.

## Société
Entre les périodes de Monte Albán I et II, il s'est produit une expansion démographique considérable dans la vallée de Oaxaca. En même temps que la population, il semble que se soient également accrus le degré de différenciation sociale, la centralisation du pouvoir politique et l'activité cérémonielle. Au cours de Monte Albán I-II, il semble que la vallée se soit fragmentée en plusieurs États indépendants, rattachés à plusieurs centres régionaux de pouvoir.
Selon les Espagnols, la société zapotèque comportait des castes. Les dirigeants politiques, le clergé et le peuple vivaient séparément. Ils ne pouvaient se marier entre eux, portaient des vêtements différents et ne mangeaient pas les mêmes aliments. Les paysans payaient un tribut et les dirigeants organisaient la vie politique, culturelle et religieuse de la cité.

## Géographie

Vue sur le site de Monte Albán. Situé sur une montagne, Monte Albán domine une grande partie de la vallée de Oaxaca.

La vallée de Oaxaca, le berceau de la civilisation zapotèque, est une grande vallée de la partie nord-est de l'État de Oaxaca située à environ 200 km au sud de Mexico. Les montagnes entourent la vallée avec la Sierra Madre orientale au nord et les montagnes de la Tlacolula au sud-est. L'environnement de la région est bien adapté à l'agriculture, en particulier la culture du maïs, ce qui en fait un endroit recherché par les colons. Le fond de la vallée est plat avec de vastes étendues de terres arables. Au moment de l'émergence de la civilisation zapotèque, le sol de la vallée n'avait pas subi d'érosion puisque la forêt de chênes et de pins qui entourait la vallée était intacte. Le climat tempéré est idéal pour la culture du maïs et il est possible d’obtenir plusieurs récoltes par an. Il gèle rarement comme cela se produit dans la région à des altitudes plus élevées. Le fort potentiel agricole de la vallée de Oaxaca a certainement contribué à faire de ce territoire le lieu des premières sociétés complexes de la région.
En plus du climat et de la qualité du sol, l'accès à l'eau est également crucial pour l'agriculture, plus encore dans la vallée de Oaxaca, où le sol est pauvre en humus et autres nutriments. La vallée est traversée du nord au sud par la rivière Atoyac qui fournit de l'eau sur une petite bande de terre bordant la rivière, à l'occasion d'inondations périodiques. Pour apporter de l'eau aux cultures situées ailleurs dans la vallée plus loin de la rivière, par exemple à Monte Albán, les Zapotèques ont utilisé des canaux d'irrigation. Par l'irrigation à partir de petits cours d'eau, les Zapotèques ont pu amener l'eau à Monte Albán, situé à 400 mètres au-dessus du fond de la vallée, loin de la rivière Atoyac. Les archéologues ont trouvé dans la montagne des vestiges d'un petit système d'irrigation composé d'un barrage et d'un canal de deux kilomètres sur le flanc sud-est des montagnes. Il n'aurait pas été suffisant pour approvisionner tous les habitants de Monte Albán et on suppose donc qu’il s'agissait juste de l'un des nombreux systèmes d'irrigation. En raison de la croissance rapide de la population au cours de la première période de Monte Albán, les cultures de la vallée ne suffisaient plus à approvisionner la population de Monte Albán. Par conséquent, les cultures ont été installées sur les piémonts où le sol est moins fertile et où l'irrigation artificielle est nécessaire ; cette stratégie a été appelée la « stratégie du piémont ». La civilisation zapotèque se caractérise notamment par la culture du maïs.

## Technologie
Les Zapotèques ont mis au point un calendrier et un système d'écriture logosyllabique qui utilisait un glyphe séparé pour représenter chacune des syllabes de la langue. Ce système d'écriture est l'un des candidats parmi tous ceux qui pourraient avoir été le premier des systèmes d'écriture de Mésoamérique et le prédécesseur du système d'écriture développé par la civilisation maya et les civilisations mixtèque et aztèque. À l'heure actuelle, il existe un débat quant à savoir si, oui ou non, les symboles olmèques, datés de 650 av. J.-C., sont en fait une forme d'écriture précédant la plus ancienne écriture zapotèque datée des environs de 500 av. J.-C..
Dans la capitale aztèque de Tenochtitlan, on trouvait des artisans zapotèques et mixtèques qui façonnaient des bijoux pour les dirigeants aztèques (tlatoanis), y compris Moctezuma II. Les relations avec le centre du Mexique remontent cependant à beaucoup plus loin, comme l'attestent les vestiges archéologiques du quartier zapotèque à Teotihuacan et une « Guest House » du style de Teotihuacan à Monte Albán. D'autres sites précolombiens zapotèques importants existaient, tels que Lambityeco, Dainzú, Mitla, Yagul, San José Mogote, El Palmillo et Zaachila.
Il s'agissait d’une culture sédentaire et à la civilisation très avancée, qui vivait dans de grands villages et des villes, dans des maisons construites avec des pierres et du mortier. Les Zapotèques ont également employé le stuc dans leur architecture religieuse. Ils ont tenu la chronique des principaux événements de leur histoire par le biais de hiéroglyphes, et dans la guerre, ils ont fait usage d'armures en coton. Les ruines bien connues de Mitla leur ont été attribuées et on a prétendu qu’il s’agissait des tombeaux de leurs grands-mères et grands-pères.

## Écriture
Le système d'écriture des Zapotèques est l'un des candidats au titre de plus ancien système d'écriture de Méso-Amérique. Sur quelques monuments de Monte Albán, les archéologues ont découvert de longs textes en écriture glyphique. Certains signes peuvent être reconnus comme des informations calendaires, mais l'écriture en tant que telle demeure indéchiffrable. Elle se lit en colonnes de haut en bas et sa facture est un peu plus grossière que celle de la dernière civilisation maya classique, ce qui a conduit les épigraphistes à croire que l’écriture était aussi moins phonétique que l'écriture maya, en grande partie syllabique. Ce sont, toutefois, des spéculations.
Le plus ancien monument connu porteur d’une écriture zapotèque est une pierre « Danzante », officiellement connue sous le nom de Monument 3, trouvée à San José Mogote, dans l'État de Oaxaca. Il s’agit d’un bas relief représentant ce qui semble être un captif mort et ensanglanté avec deux signes glyphiques entre les jambes, indiquant sans doute son nom. D’abord datée de 500-600 avant notre ère, elle fut initialement considérée comme la première écriture de Méso-Amérique. Cependant, des doutes ont été exprimés quant à cette datation car le monument a pu être réutilisé. L’écriture zapotèque n’est tombée en désuétude qu’au cours de la période classique tardive.

## Religion
Comme la plupart des systèmes religieux méso-américains, la religion zapotèque était polythéiste. Les deux divinités principales étaient Cocijo, dieu de la pluie (similaire au dieu Aztèque Tlaloc), et Coquihani, le dieu de la lumière. On pense que les Zapotèques ont parfois pratiqué les sacrifices humains dans leurs rituels.
Il existe plusieurs légendes des origines chez les Zapotèques, l'une d'entre elles affirme que les Zapotèques sont les premiers habitants de la vallée de Oaxaca qui sont nés à partir des roches, ou descendent d'animaux tels que les pumas et les ocelots. Il existe aussi une autre légende des origines qui prétend qu'ils ne se sont installés dans la vallée de Oaxaca qu’après la fondation de l'empire Toltèque, et qu'ils descendent de Chicomoztoc. Bien qu'il soit très important de mentionner que ces légendes n'ont été transcrites qu'après l'arrivée des Espagnols.
Ils vénéraient les ancêtres et croyaient en l'existence d'un paradis souterrain. D'où l'importance du culte des morts. Les Zapotèques disent que leurs ancêtres sont issus de la terre, des grottes, ou qu'ils étaient des arbres ou des jaguars transformés en hommes, tandis que l'élite qui gouvernait croyait qu'ils descendaient d'êtres surnaturels qui vivaient parmi les nuages, et qu'après la mort ils retourneraient à ce statut initial. En fait, le nom sous lequel les Zapotèques sont connus aujourd'hui résulte de cette croyance. Dans le centre de la vallée zapotèque le "peuple des nuages" est désigné par le mot "Be'ena 'Za'a."
Les Zapotèques avaient une prédilection pour les divinités associées à la fécondité et l'agriculture. Il existe des représentations à la fois d'hommes et de femmes, qu’on distingue les uns des autres par le costume. Les hommes portent normalement des manteaux et parfois des capes, tandis que les femmes sont reconnaissables au port de jupes. Les dieux principaux sont Cocijo - dieu de la foudre et de la pluie, représenté à Monte Albán I-IV. Une autre divinité est le dieu du maïs Pitao Cozobi.
Il existe des preuves de l'existence de divinités qui ne sont pas directement liés à la culture zapotèque, comme le serpent à plumes et le Dieu papillon qui sont caractéristiques de Teotihuacan et aussi le Dieu de la pluie de Teotihuacán, ainsi que Xipe Totec, une divinité associée au printemps dans la culture nahuatl.

## Guerres et combats
La dernière bataille entre les Aztèques et les Zapotèques a eu lieu entre 1497 et 1502, sous le règne du roi aztèque Ahuitzotl. Au moment de la conquête espagnole du Mexique, quand arriva la nouvelle que les Aztèques avaient été vaincus par les Espagnols, le roi Cosijoeza ordonna à son peuple de ne pas affronter les Espagnols pour éviter le même sort. Ils ne furent vaincus par les Espagnols qu’après plusieurs campagnes entre 1522 et 1527. Toutefois, des soulèvements contre les autorités coloniales eurent lieu en 1550, 1560 et 1715.

## Aujourd'hui
Les Zapotèques forment toujours actuellement une ethnie mexicaine. Plus de quatre cent mille personnes parlent encore cette langue. L'ancien président mexicain Benito Juárez, qui a lutté contre les Français et contre l'empereur Maximilien, était un Zapotèque.
La position particulièrement avantageuse des femmes dans la culture matriarcale zapotèque fait que ces dernières sont aujourd'hui encore réputées pour leur tolérance vis-à-vis de certaines formes de transidentités. En effet, les "hommes ayant un « cœur de femme »" (désignés sous le terme de muxhe) sont socialement acceptés comme un genre supplémentaire. Expliqué à tort par le fait que la virginité des femmes avant le mariage est considérée comme indispensable, il n'est pas rare de voir des jeunes hommes former des couples avec des muxhe, qui sont souvent considérés comme des personnes de compagnie agréable. Ces couples sont toutefois généralement éphémères, les couples hétérosexuels étant la norme pour la formation du noyau familial. Toutefois, la grande tolérance des Zapotèques pour les muxhe contraste avec ce qui se passe ailleurs au Mexique. Ainsi il n'est pas rare de voir des muxhe immigrer en pays zapotèque pour y vivre plus sereinement[réf. nécessaire].

## Bande dessinée
Zapotèque est une des nombreuses insultes prononcées par le personnage du capitaine Haddock dans les albums de Tintin.

## Nids zapotèques
Les « nids zapotèques » (en anglais : zapotec nests) sont un artifice utilisé dans l'élevage des cochenilles.